# Riserva naturale Valle dell'Orfento
La riserva naturale Valle dell'Orfento I è un'area naturale protetta di 1920 ha, istituita nel 1971 e situata nel comune di Caramanico Terme, in provincia di Pescara.

## Descrizione

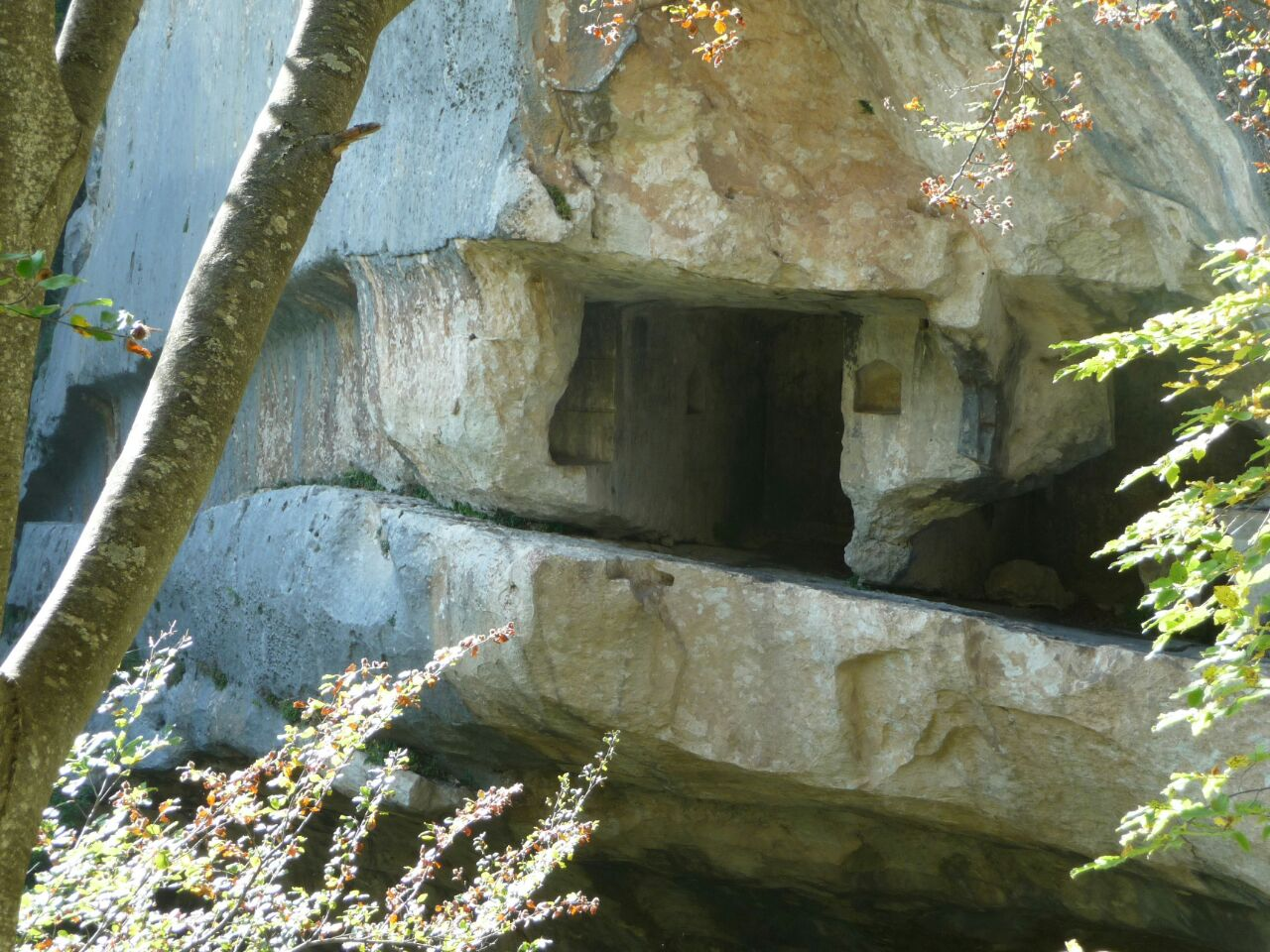
Accesso all'eremo di San Giovanni, situato all'interno della riserva

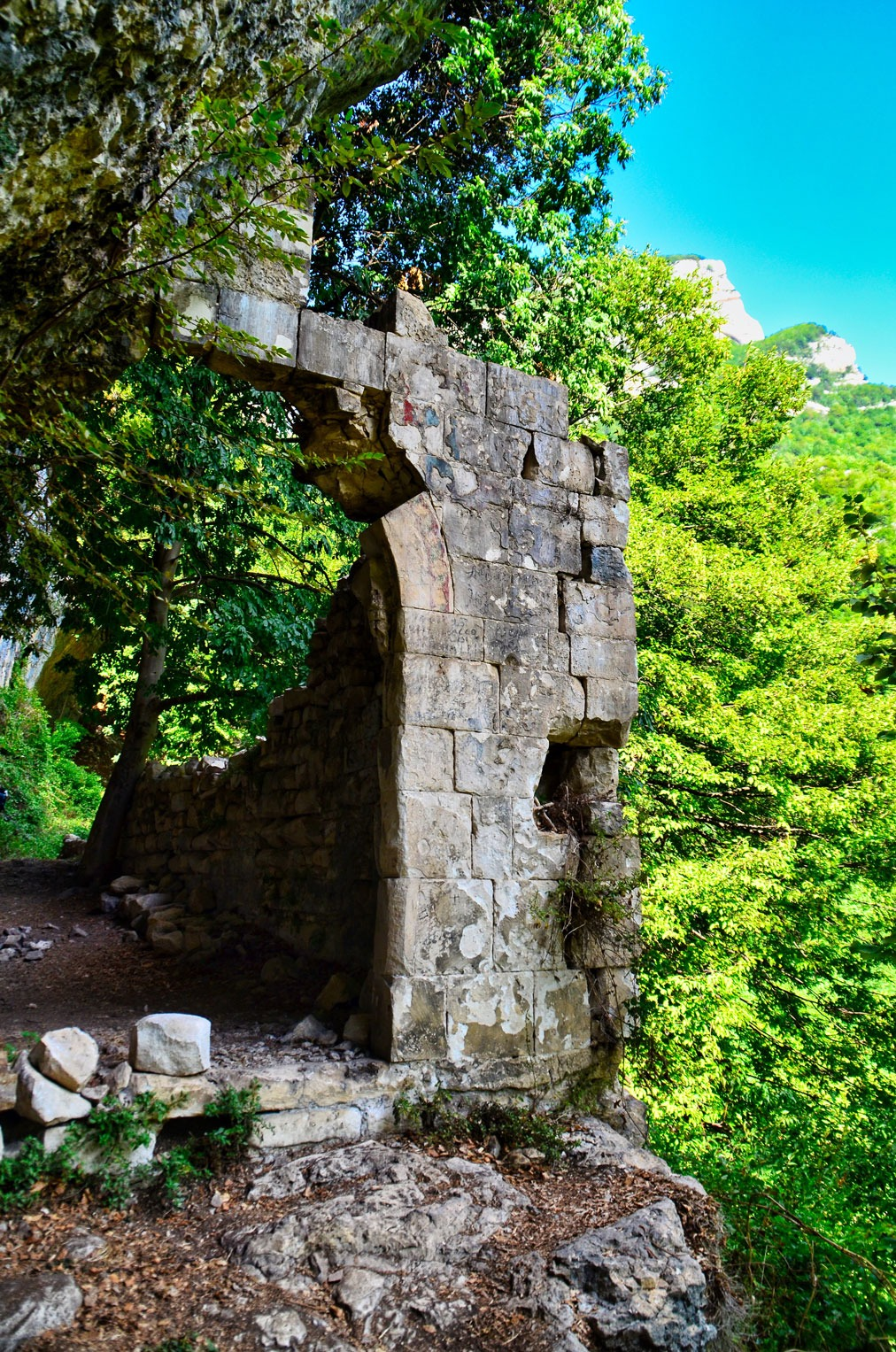
Resti dell'eremo di Sant'Onofrio

Posta a sud-est della riserva naturale Valle dell'Orfento II con la quale è correlata, e confinante con le riserve Piana Grande della Maielletta a nord-est, Lama Bianca a sud-ovest, Fara San Martino-Palombaro a sud e Feudo Ugni a sud-est, l'area protetta I occupa una superficie di 1920 ha, pari a poco più di 19 km², all'interno del territorio del comune di Caramanico Terme. Il proprio areale vede la presenza della Valle dell'Orfento, da cui il nome, il cui fiume, nel corso del tempo, ha scavato delle vere e proprie scarpate rocciose di differenti altezze, che contribuiscono a caratterizzare la riserva. Da quella più alta, corrispondente alla fiancata del monte Focalone (2676 m s.l.m.), la vallata degrada gradualmente fino a 450 m s.l.m., mostrando i segni dell'erosione attuata dalle acque nel corso dei secoli che ha portato alla formazione dei cosiddetti "circhi glaciali", che costituiscono una particolare tipologia di avvallamento. Lungo la riserva, scavato nella roccia, si trova l'edificio religioso più inaccessibile dell'intero parco nazionale della Maiella, l'eremo di San Giovanni, frequentato nel XIII secolo dal futuro papa Celestino V, e, più in basso, l'eremo di Sant'Onofrio, ovvero due dei nove romitori situati all'interno della valle (gli altri, appartenenti all'area protetta I e non alla II, sono gli eremi di San Benedetto, Sant'Antonio e Santa Maria). L'intero areale è attraversato da una rete di sentieri del parco, con percorsi che permettono di raggiungere anche i ponti del Vallone, della Pietra e di San Benedetto con l'omonimo eremo, le grotte di Cantrella, di Quattrino e di San Nicola e nelle alture le capanne di pietra a secco utilizzate in passato dai pastori che praticavano il rito della transumanza. Inoltre l'area protetta I ospita la Sfischia, che con i suoi 60 m d'altezza risulta essere la più alta cascata della Maiella e del relativo parco nazionale. Il territorio della riserva inoltre durante la seconda guerra mondiale ha costituito un luogo di riparo per i civili che cercavano di sfuggire alle rappresaglie attuate dai nazisti. La progressiva variabilità altimetrica della riserva, unita alla derivante mutabilità del clima, annovera la presenza di cinque ambienti naturali diversi (centro-europeo, subatlantico, boreale, mediterraneo-altomontano e alpico), ognuno caratterizzato da un proprio spettro corologico delle varie specie vegetali che vi prosperano.

## Storia
La riserva è stata istituita con decreto ministeriale agricoltura e foreste dell'11 settembre 1971, sottoscritto da Lorenzo Natali, come riserva naturale statale orientata e confermata con decreto ministeriale del 29 marzo 1972. Con la legge n. 394 del 1991 è stata inclusa nel territorio del parco nazionale della Maiella, collocata all'interno della zona A. Il 21 maggio 1992 è stata riconosciuta all'interno della direttiva habitat come «sito di importanza comunitaria».

## Flora
La flora annovera diverse varietà di specie arboree, erbacee e floreali, così distribuite:
- ambiente centro-europeo (450-1200 m s.l.m.): acero campestre, acero opalo, angelica, capelvenere, carpino nero, cipresso, orniello, panace, pino nero, rabarbaro alpino, ranno, roverella, salice bianco, salice rosso e valeriana[17];
- ambiente subatlantico (1200-1800 m s.l.m.): acero di monte, agrifoglio, asplenio scolopendrio, barba di capra, cavolaccio alpino, dafne laurella, dentaria a nove foglie, erba trinità, erinus alpino, faggio, felce aculeata, giglio martagone, giglio rosso, lattuga montana, leccio, maggiociondolo, nocciòlo, peonia selvatica, sambuco, sorbo, tasso e violacciocca rossa[18];
- ambiente boreale (1800-2200 m s.l.m.): pino mugo e piroletta pendula[14];
- ambiente mediterraneo-altomontano (2200-2400 m s.l.m.): camedrio alpino, cinquefoglia penzola, primula orecchia d'orso e stella alpina dell'Appennino[15];
- ambiente alpico (2400-2676 m s.l.m.): papavero alpino e silene acaule[19].

## Fauna
Diversificata è la fauna, che comprende, per i grandi e i piccoli mammiferi, specie di arvicola dei boschi, arvicola delle nevi, arvicola di Savi, camoscio appenninico, capriolo, cervo, cinghiale, donnola, faina, gatto selvatico, ghiro, lince (molto rara), lepre, lontra, lupo appenninico, martora, moscardino, orso bruno marsicano, puzzola, riccio, tasso, topo selvatico dal collo giallo, toporagno nano e volpe, dei quali il capriolo e il cervo sono frutto di reintroduzioni avvenute a partire dal 1983, e tra gli uccelli, rapaci e non, specie di aquila reale, balestruccio, ballerina gialla, cincia mora, cinciarella, ciuffolotto, codirosso spazzacamino, coturnice, crociere, culbianco, falco pecchiaiolo, falco pellegrino, fringuello alpino, gracchio alpino, gracchio corallino, lanario, merlo acquaiolo (simbolo della riserva), merlo dal collare, passera scopaiola, picchio dorsobianco, picchio muraiolo, picchio rosso maggiore, picchio verde, piviere tortolino, rondine montana, sordone, sparviero, spioncello e zigolo muciatto. I rettili comprendono, tra i sauri, esemplari di geco comune, geco verrucoso, lucertola campestre, lucertola muraiola, luscengola, orbettino italiano e ramarro, e, tra i serpenti, esemplari di biscia dal collare barrata e biscia tassellata negli ambienti umidi, biacco, cervone, colubro di Esculapio e colubro liscio nelle radure e nel sottobosco, aspide e vipera dell'Orsini negli anfratti rocciosi d'alta quota. Gli animali più rappresentativi della riserva sono però gli anfibi, con esemplari di raganella italiana, rana appenninica, rana dalmatina, rospo, salamandra appenninica, salamandrina settentrionale e ululone dal ventre giallo, che vivono nei pressi del fiume Orfento, dove tra i vari pesci, vi è la trota dell'Atlante e la trota fario. Tra gli invertebrati, si distingue la Parnassius apollo, rara specie faunistica endemica della riserva.